# Joseph Ambroise Lorette
Pour les articles homonymes, voir Lorette.
Joseph Ambroise Lorette (aussi écrit Laurette) est un homme politique français né le 23 mars 1810 à Anet (Eure-et-Loir) et mort le 17 décembre 1874 à Lombron (Sarthe).

## Biographie
Propriétaire et agriculteur, marchand de bois, il devient conseiller général du canton de Bonnétable (1839-48), puis adjoint au maire de Bonnétable en 1840 avant d'occuper la fonction de maire entre 1843 et 1848. L'officier de santé Louis Guyon et ses amis républicains l'ont contraint à proclamer avec eux la république le 25 février 1848, puis il se trouve être l'otage d'une querelle entre les tendances républicaines qui s'opposent alors dans la Sarthe, celle des républicains modérés menés par Trouvé-Chauvel, remplissant les fonctions de Préfet, et celle des radicaux menés par Charles Granger, proche de Ledru-Rollin alors ministre de l'Intérieur, remplissant les fonctions de sous-préfet. L'ayant trouvé républicain trop tiède, c'est-à-dire républicain du lendemain, Granger le révoque mais Trouvé-Chauvel le réinstalle aussitôt. Devenu malgré lui un héros des modérés, il est élu député de la Sarthe à la Constituante entre 1848 et 1849, siégeant comme indépendant. Il s'y  révèle en fait un pur conservateur.
Il soutient le coup d’État du 2 décembre 1851 et devient sous-préfet, successivement de Montélimar, où il s'illustra dans la répression des républicains hostiles à Louis-Napoléon, de Riom, d'Issoudun et de Roanne, puis préfet de Tarn-et-Garonne, des Deux-Sèvres et de Lot-et-Garonne. Il prend sa retraite en juillet 1871.

## Sources
- « Joseph Ambroise Lorette », dans Adolphe Robert et Gaston Cougny, Dictionnaire des parlementaires français, Edgar Bourloton, 1889-1891 [détail de l’édition]
  - Archives départementales de la Sarthe, registre des délibérations du conseil municipal de la commune de Bonnétable en ligne, année 1848.